# Syntomeida joda
Syntomeida joda är en fjärilsart som beskrevs av Druce 1896. Syntomeida joda ingår i släktet Syntomeida och familjen björnspinnare. Inga underarter finns listade i Catalogue of Life.